# Automonoseksualizm
Automonoseksualizm – zaburzenie preferencji seksualnych, odmiana fetyszyzmu, która polega na oglądaniu siebie w lustrze w przebraniu w strój płci przeciwnej.